# L'Apocalypse de Saint Jean

L'Apocalypse de Saint Jean est un livre en unique exemplaire conçu en 1959 par l'éditeur de livres d'art Joseph Foret avec la collaboration de nombreux artistes et écrivains. Il serait le livre le plus lourd du monde.
Ce livre est réalisé, en trois ans, en un seul exemplaire, sur parchemin (150 feuilles de 65 × 75 cm) sous une couverture en bronze avec décoration d’or et de pierres précieuses qui pèse à elle seule 150 kg, l'ouvrage pesant au total 210 kg.
Le texte de l'Apocalypse de Saint Jean est illustré, à raison de 3 tableaux par artiste, par 7 peintres représentant les différentes tendances de l'art moderne : Salvador Dalí, Georges Mathieu, Bernard Buffet, Leonor Fini, Léonard Foujita, Pierre-Yves Trémois, Ossip Zadkine.
Sept écrivains de spécialités et convictions diverses ont rédigé des commentaires, réflexions ou méditations du texte de l'apôtre : Jean Cocteau, Jean Rostand, Daniel-Rops, Jean Guitton, Emil Cioran, Jean Giono et Ernst Jünger. Leurs textes sont illustrés de gravures par divers artistes, dont Jean Cocteau lui-même ou Albert Decaris.
La couverture en bronze est de Salvador Dalí.
À partir de 1961, l'ouvrage est exposé dans différents pays du monde entier pendant une dizaine d'années. Il est ensuite acheté en Suisse puis au Japon avant d'être acquis par le collectionneur Christian Karoutzos.

## Note et référence
1. ↑  Jean-Marc Laurent, « Une vie, une œuvre - Joseph Foret, l'éditeur auvergnat démesuré, exposé à Issoudun », sur La Montagne.fr, 4 décembre 2019 (consulté le 15 janvier 2023)
2. ↑  « Joseph Foret ou l’aventure avec Salvador Dali », sur La Nouvelle République, 16 octobre 2019